# Santísimo Nombre de María en Vía Latina (título cardenalicio)
Santísimo Nombre de María en Vía Latina es un título cardenalicio de la Iglesia Católica. Fue instituido por el papa Juan Pablo II en 1985.

## Titulares
- Paulos Tzadua (25 de mayo de 1985 - 11 de diciembre de 2003)
- Gaudencio Rosales (24 de marzo de 2006)